# Lex Caecilia de censoria
La lex Caecilia de censoria (ley de Quinto Cecilio Metelo Escipión sobre censores) fue una ley romana propuesta por Quinto Cecilio Metelo Escipión, cónsul romano en el 52 a. C., junto con Cneo Pompeyo Magno.
Revocó una ley aprobada por el tribuno Publio Clodio Pulcro en 58 a. C., que había establecido ciertas reglas para los censores en el ejercicio de sus funciones como inspectores de la moral pública (mores). También requirió la concurrencia de ambos censores para infligir la nota censoria. Durante el censo (realizado una vez cada cinco años), los censores podían colocar una nota al lado del nombre de un ciudadano, generalmente por delitos como quiebra, cobardía o haber sido gladiador. Si un ciudadano tenía una nota colocada además de su nombre, estaba sujeto a una serie de sanciones, incluidas multas, exilio, asignación a una tribu inferior con fines de votación, o incluso la pérdida de su ciudadanía. Por lo tanto, al exigir la concurrencia de censores para la colocación de una nota, la ley estableció un control adicional sobre los poderes de los censores. Este fue típicamente el único acto que requería la concurrencia de ambos censores. Además, cuando un senador ya había sido condenado ante un tribunal ordinario, esta ley permitía a los censores sacarlo del Senado de manera sumaria.